# Tigne Point
Tigne Point är en udde i republiken Malta. Den ligger i kommunen Tas-Sliema, i den östra delen av landet, i huvudstaden Valletta.
Runt Tigne Point är det i huvudsak tätbebyggt.  Det finns en borg vid udden.